# Крайовска спогодба (1940)
 Тази статия е за договора между България и Румъния, включващ връщането на Южна Добруджа.  За примирието между България и комунистическата съпротива в Югославия вижте Крайовска спогодба (1944).  
Крайовската спогодба е договор, подписан в град Крайова на 7 септември 1940 г., между Царство България и Кралство Румъния. За осъществяването му са съдействали преговорите между Германия и СССР следствие на пакта Рибентроп-Молотов през 1939 г. Това е единственото трайно териториално разширение на България от периода на Втората световна война.
Условията на спогодбата налагат на Кралство Румъния да върне на Царство България територията на Южна Добруджа („Cadrilater“, рум.) с размер 7 565 km², а също така и да се осъществи обмен на населението от Северна Добруджа и Южна Добруджа. На 19 август 1940 г. протичат мъчителни и трудни преговори между двете държави. Румънската страна се стреми да направи възможно най-малки отстъпки, но в крайна сметка на нея ѝ се налага да върне южната част на Добруджа на Царство България.
88 000 румънци, заселени от румънските власти след края на Втората балканска (Междусъюзническата) война през 1913 г. (виж Букурещки договор), когато територията на Добруджа е окупирана от Кралство Румъния, са принудени да напуснат и да се преселят на север. 68 000 българи от северната част се преселват на юг. Румънските власти им разрешават да се преселят единствено с това, което са можели да носят, и със своите стада. Оземлени са със земята, която румънските власти са отнели от другите българи в полза на румънските заселници още в първото десетилетие на окупацията – системата „triime“. Действителните имоти на българите от Северна Добруджа остават като „компенсация“ на румънските поземлени имоти, създадени в Южна Добруджа.
Крайовската спогодба от 1940 г. е официално приета и одобрена от всички Велики сили, вкл. Германия, СССР и Италия. Така, далновидно, чрез Крайовската спогодба (1940), по дипломатически път Южна Добруджа е опазена за България и 7 години по-късно, в края на Втората световна война.

## Икономическа цена
Според договора България заплаща 1 000 000 000 леи:
България и Румъния са съгласни да се откажат окончателно от всякаква претенция от финансово естество на държава към държава, чрез заплащане от Българското правителство на Румънското правителство една форфетарна сума от един милиард леи (1 000 000 000 ), която ще бъде поставена на разположение на Румънското Министерство на финансите на два равни дяла на 15 януари 1941 г. и на 15 януари 1942 г.
Приравнени към днешни пари (2021 г.) :
- Историческият курс на леята към щатския долар (USD) по онова време е: между 204,29 (18 май 1940) и 187,48 леи (31 март 1941) – тоест около 200 леи/долар
- Един щатски долар през 1940 е равен на 19,59 $ през 2021 г. . За по-удобно приемаме, че това са 20 $ (USD) днешни пари или (20 × 1,685) = ~34 лева (BGN)
- Сумата в USD 1940 става (1 000 000 000/200) = 5 000 000 $
- А това в USD 2021 са (5 000 000 × 20) = 100 000 000 $ или в 2021 BGN (5 000 000 × 1,685) = 168 500 000 лева през 2021